# Битка код Валаџе
Битка код Валаџе (арапски: معركة الولجة‎) била је битка која се одиграла у Месопотамији (Ирак) у мају 633. између војске Рашидунског калифата под Халидом ибн ел Валидом и Ел Мутана ибн Харитом против Сасанидског царства и његових арапских савезника. Каже се да је у овој бици сасанидска војска била три пута бројнија од муслиманске војске.
Халид је убедљиво победио бројчано надмоћније сасанидске снаге користећи варијанту двоструког тактичког маневра, слично маневру који је Ханибал користио за пораз римских снага у Бици код Кане; међутим, сматра се да је Халид своју верзију развио независно.

## Увод
Исламски пророк Мухамед умро је 8. јуна 632. године, Ебу Бекр га је наследио као први калифа. Ебу Бекров калифат трајао је 27 месеци током којих је угушио побуну арапских племена широм Арабије у успешној кампањи против отпадништва и вратио Медини власт над Арабијом. Након што су побуне угушене, Ебу Бекр је схватио да Сасанидско царство и Византијско царство угрожавају границе новорођене муслиманске државе и да ће пасивност само довести до инвазије. Стога је покренуо походе против царства Сасанида и Византијског царства, покренувши историјску путању која ће за само неколико деценија довести до стварања једне од највећих империја у историји. Након ратова Рида, муслимански племенски вођа извршио је пљачку у персијским пограничним градовима у Ираку. Након успеха ових упада, Ебу Бекр је планирао да проши своје царство. Почео је са Ираком, који је у то време био под сасанидском управом. За Ебу Бекра је било важно да његова експедиција не претрпи пораз, јер би то потврдило и ојачало страх од војне снаге Сасанида. Да би превладао ову забринутост, одлучио је да ће се војска која ће се борити против Персијанаца састојати у потпуности од добровољаца. Заповедништвом над војском поверио је свом најбољем генералу, Халида ибн ел Валиду. Муслимани су напали Сасанидско персијско царство у априлу 633. године и победили војску Сасанида у две узастопне битке: Битка ланаца и Битка на реци. Халидов основни план био је да нанесе што више жртава Персијанцима. Такође, да се сусретне са што мање отпора на путу током свог напредовања, са циљем да се заузме Ал-Хира.

## Концентрација сасанидских војски
Након Битке на реци, војска Рашидунског калифата под Халидом поново је кренула за Хиру; у међувремену, вест о поразу у Бици код реке стигла је и до Ктесифона. За заповеднике поражених персијских војски говорило се да су неке од најискуснијих и најцењенијих личности на двору Сасанида. Сасанидски цар Јездигерд III наредио је да се прикупе још две војске;следећи наредбе Јездигерда III, сасанидске снаге почеле да се окупљају у главном граду. Они су долазили из свих градова и гарнизона, осим оних који су били на западној граници са Византијским царством. За неколико дана прва војска је била спремна. Сасанидски двор је очекивао да ће муслимани наставити дуж Еуфрата до северозападног Ирака, јер су знали да се муслиманске снаге неће померити из пустиње, у којима су планирале да се повуку, у случају пораза. Очекујући да муслиманска војска крене на запад, Јездигерд III је одабрао Валаџу као место на коме ће зауставити Халид ибн ел Валида и уништити његову војску. Прва од нових сасанидских војски подигнута у Ктесифону и стављена је под команду Андарзагара, гувернера провинције Хорасан. Андарзагару је наређено да пресели своју војску у Валаџу, где ће му се ускоро придружити и друга војска. Кренуо је из Ктесифона, кретао се источном обалом Тигра, прешао реку Тигар код Кашкара, прешао југозападно до Еуфрата, близу Валаџе, прешао Еуфрат и успоставио свој логор у Валаџи.
На путу за Валају, персијски генерал је покупио хиљаде Арапа који су били вољни да се боре се на његов начин.Такође је преузео команду над остацима војске која се борила у биткама на реци и ланцима. Када је стигао у Валаџу, чекао је Бахмана, који ће му се придружити за неколико дана. Бахман је био заповедник друге армије и једна од главних личности сасанидске војне хијерархије. Цар му је наредио да другу војску одведе у Валаџу, где ће га чекати Андарзагар. План је био да Бахман буде заповедник обе војске и уништи бројчано рашидунску војску у једној великој бици. Бахман се кретао засебном рутом до Андарзагара. Из Ктесифона је кренуо на југ између две реке, крећући се директно ка Валаџи, али је напустио Ктесифон неколико дана након што је прва војска кренула да маршира, узрокујући тиме закашњење.

## Припреме муслиманске војске
Битка на реци била је важна победа за муслимане. Иако су имали само мање жртве, муслимани су били у стању да поразе велику сасанидску војску и стекну велику количину плена. До сад је Халид организовао ефикасну мрежу шпијуна. Шпијуни су били локални Арапи који су били непријатељски расположени према Персијанцима. Шпијуни су информисали Халида о прикупљању нових сасанидских армија у области Валаџе и њиховом много већем броју. Халид је зато морао да дође до Хире, а Валаџа се налазила директно на његовом путу до Хире. Са војском од око 15.000 људи, Халид је кренуо у правцу Хире, крећући се брзим темпом дуж јужне ивице велике мочваре. Неколико дана пре него што је то Бахман очекивао, Халидова војска је стигла и улогорила се на малој удаљености од Валаџе. Велики број Сасанида који су побегли из ранијих битака поново је узео оружје. Преживели из битке ланаца придружили су се Карину и борили се у бици код реке. Преживели из бите за реку придружили су се Андарзагару и сада су били у кампу код Валаџи. Муслимани су се суочили са два изазова, једним стратешким и једним тактичким:
1. Стратешки: две сасанидске армије су се спремале да се комбинују како би им се супротставиле.Да би решио овај проблем, муслимански заповедник, Халид ибн Валид, одлучан је да брзо напредује, бори се и елиминише једну војску (Андарзагарову) пре него што је на лице места стигла друга (Бахманова) војска.
2. Тактика: Спречити непријатељске ратнике да побегну од бојног поља да се прегрупишу и наставе са борбама. Да би се то постигло, Халидов план је био да зароби и уништи сасанидску војску на бојном пољу.
Халид је дао инструкције Суваиду бин Мукарину да са својиом групом службеника води управу над освојеним окрузима и поставио је одреде да чувају доњи Тигар од могућих непријатељских прелаза са севера и истока и да упозори на све нове непријатељске снаге које долазе из тих праваца.

## Размештање трупа
Бојно поље састојало се од широке равнице које се протезало између два ниска, равна гребена, која су била удаљена око 2 миље и висине од 20 до 30 стопа. Североисточни део равнице настављао се даље на неплодну пустињу. На малој раздаљини изнад североисточног гребена пружала се река која је била део Еуфрата, тада позната и као река Касеф. У мају 633. године војске су се распоредиле за бој, свака са центром и крилима. Муслиманским крилима су опет заповедали Асим бин Амр и Ади бин Хатим.
Сасанидски заповедник, Андарзагар, распоређен је у центру ове равнице, окренут према југоистоку, са западним гребеном иза њих, а леви део им је почивало на североисточном гребену. Халид је формирао своју војску у борбену формацију и окренуо је према сасанидској војсци. Средиште бојног поља било је око две миље југоисточно од садашњег града, Аин ул Мухари, 35 миља југоисточно од садашњег, Наџафа и шест миља југоисточно од садашњег Синафије. Муслиманска коњица је у великој мери надмашила сасанидску коњицу. Била је састављена углавном од тешке коњице и била је стационирана иза крила, чувајући бокове. Халид је са собом имао 5000 коњице и 10.000 пешадије. Знајући да је његова коњица надмашила персијску коњицу, осмислио је свој велики маневар. Његов план је био потпуно опкољавање персијске војске тако што би користио своју супериорну коњицу. Уместо да покрене своју коњицу преко бокова (као што је то учинио Ханибал у бици код Кане), Халид је искористио терен и позиционирао део коњице иза западног гребена бојног поља. Халид је своју коњицу поделио у два пука од по око 2.000 људи, шаљући их иза западног гребена ноћ пре битке. Они су добили упутство да нападну персијско стражарско место на Халидов знак.

## Битка
Халид се суочио са Сасанидима са око 5.000 коњица и 10.000 пешадије. Коњица је била подељена у две једнаке групе и распоређена по боковима. Стратегија главног персијског заповедника Андарзагара била је да крене у одбрану и пусти муслимане да први изврше јуриш. Планирао је да одложи своје нападе док се не истроше, а затим да крене у контранапад да би разорио уморну муслиманску војску. Прва фаза битке ишла је по Андарзагаровом плану. Халид је наредио општи напад. Сасанидска војска имала је резерве које је користила да замени своје људе на линији фронта, дајући им надмоћ над муслиманском војском и помогавши им да спроведу шеме исцрпљивања својих противника. За то време, Халид се обрачунао са персијским прваком гигантских размера познатим као Хазар Мард (Хиљаду људи) и убио га, што је била психолошка победа за муслимане.. Са завршетком прве фазе, друга фаза је почела контранападом персијске војске Сасанида. Вероватно видевши знаке умора код муслиманских војника, Андарзагар је одлучио да је ово прави тренутак да изведе свој контрнапад. По његовој команди, Сасаниди, које је подржала персијска тешка коњица, извели су општи напад на муслимански фронт. Арапи су могли да их задрже неко време, али су Персијци притискали. По Халидовим упутствима, муслимански центар је почео да се полако повлачи организовано у поретку док су крила држала позиције. Ово је створило фронт у облику полумесеца, омогућавајући све више персијских трупа унутар формације.
У овом тренутку, Халид је дао сигнал својој коњици и они су напали персијске бокове. Муслиманска лака коњица могла је да нападен невероватном брзином, повуче се, прегрупише и поново нападне. Овом покретљивошћу су надмашили тешку коњицу Сасанида, што је резултирало повлачењем персијске коњице. Нападали су бочне и задње стране персијске војске и започели да је опкољавају. Главни део муслиманске војске под Халидом ибн ел Валидом наставило је напад против персијског фронта, истовремено проширивши бокове како би се придружио коњици и потпуно опколио Сасаниде. Андарзагарова војска била је ухваћена у замку и није могла да побегне. Склонивши се од напада који су долазили из свих праваца, Сасанидска војска се окупила нашавши се опкољена непријатељским масама, не могавши слободно да користи оружје. Битка је завршена, уз тешке губитке које је претрпела сасанидска војска. Ипак, неколико хиљада царских војника и сам Андарзагар успели су да побегну.
- Фаза-1: Халид наређује општи напад на сасанидску војску.
- Фаза-2: Сасаниди покрећу контранапад, по Халидовим упутствима муслимански центар је започео полако и уређено повлачење, намамљући персијску војску унутар формације.
- Муслиманска коњица напада персијски бок и позадину, усмеравајући персијску коњицу.
- Муслиманска коњица и пешадија довршавају опкољавање персијске војске.

## Последице
Након што су уништили другу војску сасанидских Персијанаца и њихових хришћанских арапских савезника на завршној бици код Улаиса, муслимани су освојили Хиру, главни град Месопотамије крајем маја 633. године. Касније је уследило освајање Eл Анбара и успешна опсада Ајн eл Тамра. Падом главних градова цео jужни и cентрални Ирак, са изузетком Ктесифона, стао је под муслиманску контролу. Током 634. Ебу Бекр је наредио Халиду ибн Валиду да пође у Сирију са половином своје војске и да заповеда инвазијом на Византијско царство. Као наследник Халида остављен је Ел Мутана бин Харитх Ел Шаибани. Сасаниди су, под својим новим царем Јездигердом III, подигли нове војске и поразили муслимане у Бици код Моста, повративши изгубљену земљу у Ираку. Друга инвазија на Ирак извршена је под Сад ибн Аби Вакс-ом који је, након пораза сасанидске војске у Бици код Кадисије 636. године, заузео Ктесифон. Након Битке код Нахаванда 641. године, халифа Омар извршио је целокупну инвазију на Персијско царство.